# Горный (муниципальное образование город Новороссийск)
Го́рный — хутор в Краснодарском крае. Входит в состав Верхнебаканского сельского округа муниципального образования город Новороссийск.

## География
Расположен в 16,5 км к северу от центра Новороссийска, в 6 км к северо-востоку от посёлка Верхнебаканского и в 20 км к западу от Крымска.
Достопримечательности
Близ хутора находится урочище «Кашинская щель» (другое название — «Тёмные Буки»), где некогда располагалась пустынь местночтимого святого — Феодосия Кавказского. Там имеется цельбоносный источник, а также храм во имя иконы Божией Матери «Живоносный источник».

## Население
| 1996 | 2002 | 2005 | 2010 |
| ---- | ---- | ---- | ---- |
| 334  | ↗371 | ↗400 | ↘399 |